# Зркле
Зркле (мак. Зркле) — село у Північній Македонії, входить до складу общини Македонський Брод Південно-Західного регіону.
Населення — 86 осіб (перепис 2002), за етнічним складом — 84 македонці та 2 представники інших національностей.

## Галерея

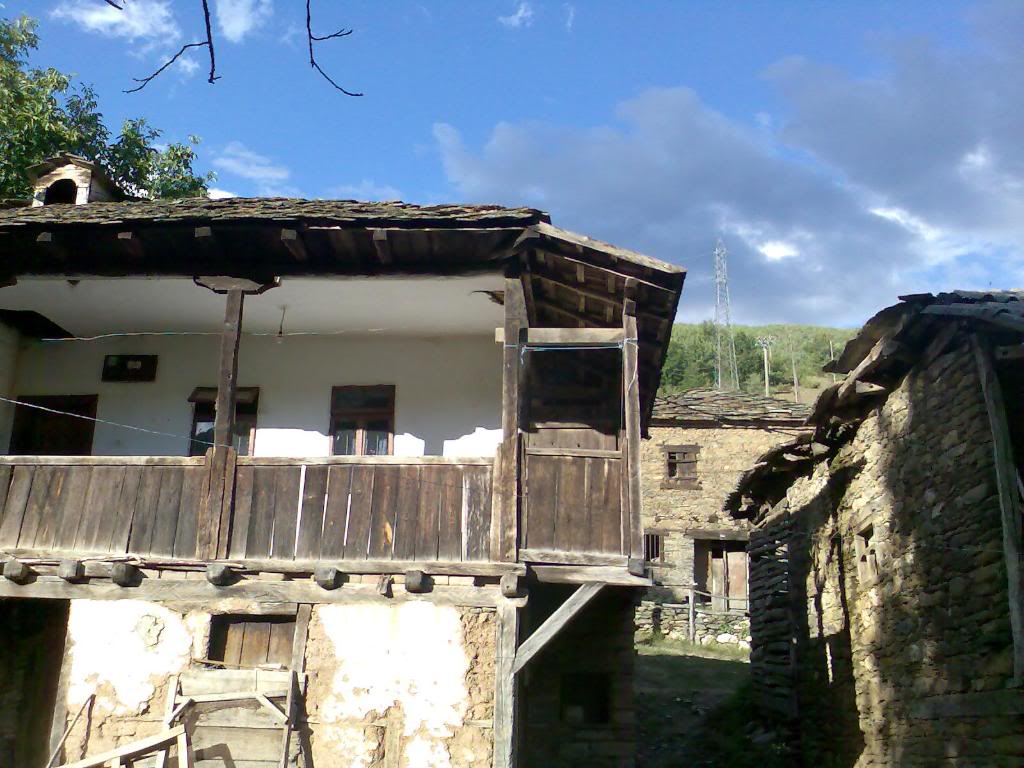
Будівлі в Зркле
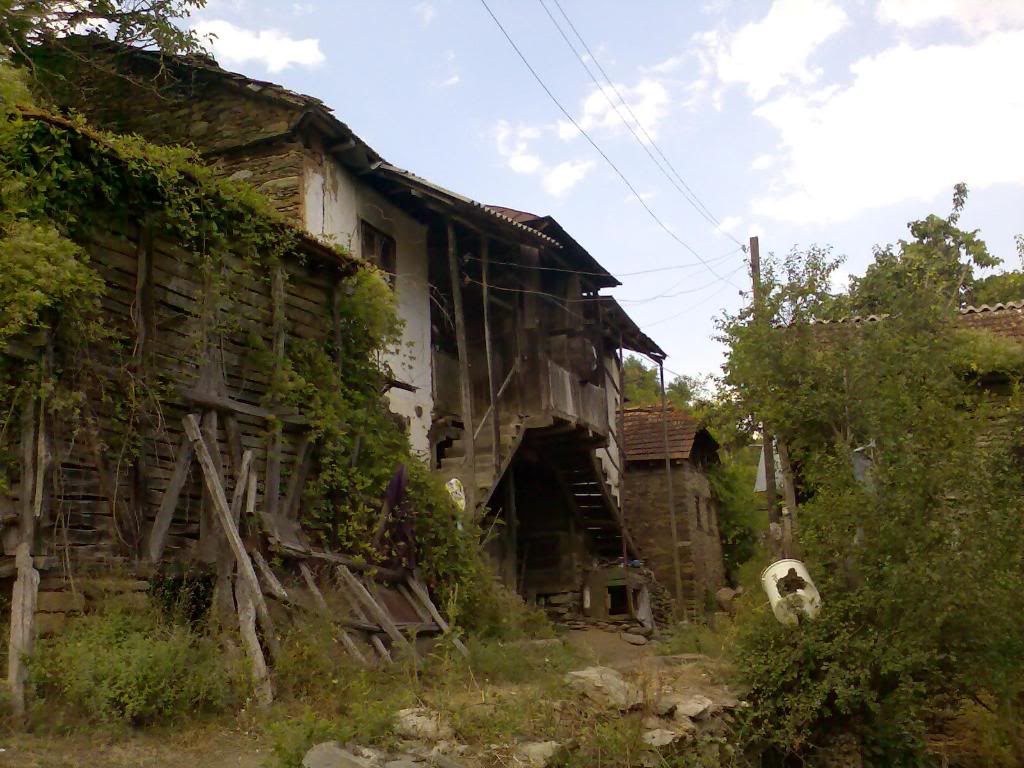
Будинок в Зркле